# 羅尼亞
羅尼亞，是印度北方邦的製鹽種姓。

## 起源
起初他們生活在拉賈斯坦邦，直到二十世纪遷往北方邦生活，他們被列入賤民種姓。但事實上他們在各場合中也宣稱自己是刹帝利。